# Ben Jongejan
Ben Jongejan (Leidschendam, 9 januari 1985) is een Nederlands voormalig langebaanschaatser. Hij had meerdere goede afstanden en was dus een allrounder. Jongejan leerde het schaatsen bij STGV uit Voorschoten. Tot en met seizoen 2009/2010 schaatste hij bij de VPZ-schaatsploeg. Vanaf seizoen 2010/2011 kwam Jongejan uit namens APPM en in 2012 stopte hij. Vanaf seizoen 2018/2019 is hij assistent-coach van Jac Ories schaatsploeg die in 2024 werd opgedoopt tot Team Essent.

## Biografie
Vanaf het seizoen 2004/2005 rijdt Jongejan in het schaatspeloton rond en maakte een jaar later zijn debuut op de grote toernooien. In 2007 maakte hij de overstap van het Gewest Zuid-Holland naar de commerciële ploeg VPZ, waar hij samen reed met onder andere Jan Blokhuijsen.
Jongejan brak nationaal door toen hij zich tijdens het NK Allround in Groningen van 2008 zich verrassend plaatste voor het EK Allround in Kolomna. Op dat toernooi reed hij een dik persoonlijk record op de 5000 meter door de Wit-Rus Roman Smirnov een ronde te dubbelen. Op de slotafstand, de 10 kilometer, wist Jongejan 34 seconden van zijn oude toptijd uit december 2006 af te halen en daarmee een sprong op de Adelskalender makend van meer dan 50 plaatsen en eindigde hij op de zesde plaats in het eindklassement.
In oktober 2010 liep Jongejan een hersenschudding op bij een val tijdens een training en miste hij hierdoor het NK afstanden.
In februari 2012 reed Jongejan tijdens het NK Allround 2012 op de tweede dag het kampioenschap op de kop door de 1500 meter te winnen en na drie afstanden de leiding over te nemen van Koen Verweij. Deze voorsprong kon hij niet vasthouden en hij eindigde als derde. Op 21 februari 2012 maakte Jongejan bekend na de finale van de Holland Cup 2011/2012-finale in Deventer, op ijsbaan De Scheg, afscheid te nemen van het langebaanschaatsen.

## Persoonlijk records
| Afstand      | Tijd     | Datum            | Baan       |
| ------------ | -------- | ---------------- | ---------- |
| 500 meter    | 36,72    | 4 februari 2012  | Heerenveen |
| 1000 meter   | 1.12,08  | 16 december 2006 | Heerenveen |
| 1500 meter   | 1.47,11  | 13 januari 2008  | Kolomna    |
| 3000 meter   | 3.47,91  | 27 februari 2010 | Erfurt     |
| 5000 meter   | 6.26,08  | 12 januari 2008  | Kolomna    |
| 10.000 meter | 13.24,76 | 13 januari 2008  | Kolomna    |

## Resultaten
| Jaar | NK Afstanden                    | NK Allround | EK Allround | WK Allround | Wereldbeker                 |
| ---- | ------------------------------- | ----------- | ----------- | ----------- | --------------------------- |
| 2006 | 22e 1000m 18e 1500m             | 8e          |             |             |                             |
| 2007 | 10e 1500m 8e 5000m              | 7e          |             |             |                             |
| 2008 | 10e 1500m 12e 5000m 11e 10.000m | Brons       | 6e          | 10e         |                             |
| 2009 | 15e 1500m 16e 5000m             | 6e          |             |             | 32e 5/10km 7e achtervolging |
| 2010 | 14e 1500m 13e 5000m 11e 10.000m | 5e          |             |             |                             |
| 2011 |                                 | 6e          |             |             |                             |
| 2012 |                                 | Brons       |             |             |                             |

### Medaillespiegel
| Kampioenschap | Goud | Zilver | Brons |
| ------------- | ---- | ------ | ----- |
| NK Allround   | 0    | 0      | 2     |

Team Essent
Angel Daleman · Sijmen Egberts · Jarle Gerrits · Isabel Grevelt · Freek van der Ham · Sanne in 't Hof · Chloé Hoogendoorn · Chris Huizinga · Kars Jansman · Selma Poutsma · Merijn Scheperkamp · Suzanne Schulting · Tijmen Snel · Beau Snellink · Remco Stam · Meike Veen · Mathias Vosté · Joep Wennemars
Coaches: Sicco Janmaat · Ben Jongejan · Jac Orie · Dave Versteeg